# جوئل سانچز (ورزشکار)
جوئل سانچز (انگلیسی: Joel Sánchez؛ زادهٔ ۱۵ سپتامبر ۱۹۶۶) ورزشکار دو و میدانی اهل مکزیک است.